# Thomas Licher
Thomas Licher (* 21. Juli 1963 in Bergheim) ist ein deutscher Journalist.

## Leben
Licher schloss an der Universität zu Köln 1988 sein Studium zum Diplom-Volkswirt mit Wahlfach Bankbetriebslehre ab. Während des Studiums war er freier Mitarbeiter der Kölnischen Rundschau, absolvierte ein Volontariat beim Markt intern Verlag Düsseldorf und war in der Hauptabteilung Publizistik des Institut der deutschen Wirtschaft tätig. Von 1988 bis 1989 war er Assistent der Verlagsleitung im Verlag für die Deutsche Wirtschaft in Bonn und dort von 1989 bis 1990 Leiter des Trendletter. Von 1990 bis 1992 war er beim Wirtschaftsmagazin impulse Redakteur für die Bereiche Immobilien und Finanzierung. 1992 wechselte er zum Wirtschaftsmagazin Capital, wo er bis 1996 das Ressort Immobilien leitete, von 1996 bis 1998 das Ressort Geldanlage und von 1998 bis 2000 das Ressort Steuern+Recht. Anfang 2000 wurde er stellvertretender Chefredakteur des Magazins impulse und war von September 2000 bis Februar 2003 dort Chefredakteur. Seit März 2003 ist Licher Chefredakteur bei G + J Corporate Editors in Hamburg (heute Territory) des Verlagshauses Gruner + Jahr und zuständig für das Magazin compass, das dort im Auftrag der Commerzbank gefertigt wird.
Thomas Licher ist seit März 2003 Inhaber der Firma LicherKommunikation in Köln.

## Weitere Aktivitäten
Seit September 2004 ist er Sprecher des Forum Am Butzweilerhof in Köln. Über diese Unternehmervereinigung wurde 2009/2010 die Verlängerung der Stadtbahnlinie 5 der KVB in das Gebiet um den ersten Kölner Verkehrsflughafen Butzweilerhof durch private Spenden in Höhe von insgesamt 5 Millionen Euro ermöglicht.